# Дуванка (Куп'янський район)
Дува́нка —  село в Україні, у Шевченківській селищній громаді Куп’янського району Харківської області. Населення становить 38 осіб. До 2020 орган місцевого самоврядування — Сподобівська сільська рада.

## Географія
Село Дуванка знаходиться біля витоків річки Синиха, річка в цьому місці пересихає, на ній зроблено кілька загат. На відстані 1 км розташоване село Сподобівка, за 4 км - село Федорівка.

## Історія
1895 — дата заснування.
7 (20) листопада 1917 року, відповідно до.Третього Універсалу Української Центральної Ради, увійшло до складу Української Народної Республіки.
12 червня 2020 року, відповідно до Розпорядження Кабінету Міністрів України № 725-р «Про визначення адміністративних центрів та затвердження територій територіальних громад Харківської області», увійшло до складу Шевченківської селищної територіальної громади.
19 липня 2020 року, в результаті адміністративно-територіальної реформи та ліквідації Шевченківського району, село увійшло до складу новоутвореного Куп'янського району Харківської області.